# Tikotin-Museum für Japanische Kunst
Das Tikotin-Museum für Japanische Kunst (hebräisch מוּזֵיאוֹן טִיקוֹטִין לְאָמָּנוּת יַפָּנִית Mūsejʾōn Ṭīqōṭīn ləʾOmmanūt Jappanīt, englisch Tikotin Museum of Japanese Art) ist ein Museum auf dem Berg Karmel in Haifa, Israel, das sich der Sammlung, Ausstellung und Erforschung japanischer Kunst widmet. Es ist das einzige Museum dieser Art im Nahen Osten. Es wurde 1959 auf Initiative von Felix Tikotin aus den Niederlanden und Abba Chuschi, dem Bürgermeister von Haifa, gegründet.

## Geschichte
Felix Tikotin, von Beruf Architekt, war ein international bekannter Sammler und Händler von japanischen Kunstwerken. Mehr als vierzig Jahre lang trug er seine wertvolle und seltene Sammlung zusammen und organisierte Ausstellungen japanischer Kunst in zahlreichen Museen. Während des Zweiten Weltkriegs floh Felix Tikotin als Jude vor den Nationalsozialisten. Er versteckte seine Sammlung in den Niederlanden, damit sie ihnen nicht in die Hände fiel. Nach dem Krieg beschloss Tikotin, dass seine einzigartige Sammlung nach Israel gebracht werden sollte. 1956 kam er nach Israel und schenkte die Sammlung einem der israelischen Museen. Bei einem Besuch in Haifa traf er den Bürgermeister Abba Chuschi und beschloss, dass die Sammlung in Haifa bleiben sollte und dass er eigens einen Pavillon bauen würde, um sie hier auszustellen.

## Sammlung
Die Sammlung des Museums umfasst etwa 8.000 Kunst- und Handwerksgegenstände – Gemälde, Drucke, Zeichnungen, bemalte Leinwände, Textilien, antike illustrierte Texte, Keramik, Miniaturschnitzereien (Netsuke), Lack- und Metallarbeiten, antike Schwerter und funktionelle Kunstwerke, hauptsächlich aus dem 17. bis 19. Jahrhundert, sowie eine Sammlung moderner japanischer Kunst. Die Sammlung hat sich im Laufe der Zeit vergrößert, und es wurden weitere Privatsammlungen gestiftet.